# 마르코스 알론소 이마스
마르코스 알론소 이마스(스페인어: Marcos Alonso Imaz; 1933년 4월 16일, 칸타브리아 지방 산탄데르 ~ 2012년 3월 6일, 칸타브리아 지방 산탄데르)는 줄여서 마르키토스(스페인어: Marquitos)로 알려진 스페인의 전 축구 선수로, 현역 시절 수비수로 활약하였다.
그는 1950년대에 레알 마드리드의 유러피언컵 5연패 주역으로도 알려져 있다.

## 축구 경력
마르키토스는 칸타브리아 지방 산탄데르 출신이다. 현역 시절 그는 인근의 라싱 산탄데르와 레알 마드리드, 에르쿨레스, 무르시아, 칼보 소텔로, 그리고 톨루카 산탄데르에서 활약했다. 그는 머랭 군단 소속으로 6번의 라 리가, 5번의 유러피언컵 우승을 거두었다. 이 중 후자 대회의 1955-56 시즌 결승전에는 스타드 랭스와의 경기에서 몇 안되는 득점에 성공하여 경기를 3-3 원점으로 돌렸고, 결국 레알 마드리드가 4-3으로 승리했다.
1955년부터 1960년까지, 마르키토스는 스페인 국가대표팀 경기에 2번 출전했는데, 두 경기 모두 친선경기였다.

## 사생활
마르키토스의 아들 마르코스 알론소 페냐도 축구 선수였고, 감독으로 활동하기도 했다. 그도 축구 선수로 대성하여 아틀레티코 마드리드와 바르셀로나, 그리고 스페인 국가대표팀 같은 큰 무대에서 활동하였다. 그의 손자인 마르코스 알론소 멘도사도 레알 마드리드에서 활약하고 스페인 국가대표팀 일원이며, 볼턴 원더러스와 첼시 등의 잉글랜드 무대에서 오래 활동했다.

## 사망
2012년 3월 6일, 마르키토스는 고향 산탄데르에서 79번째 생일을 1달 앞두고 별세했다.

## 수상
레알 마드리드
- 라 리가: 1954–55, 1956–57, 1957–58, 1960–61, 1961–62
- 코파 델 헤네랄리시모: 1961–62
- 라틴배: 1955, 1957
- 유러피언컵: 1955–56, 1956–57, 1957–58, 1958–59, 1959–60
- 인터콘티넨털컵: 1960